# Шаповал Микола Юхимович
Мико́ла Юхи́мович Шапова́л  (1886, Сріблянка — 1948, Сошо, Франція) — український військовий, громадський і політичний діяч, генерал-хорунжий. Брат Микити Шаповала і Артема Шаповала.

## Життєпис
Народився у селі Серебрянка (Сріблянка) Бахмутського повіту Катеринославської губернії (нині Бахмутський район Донецької області) в сім'ї відставного унтер-офіцера, сільського наймита Юхима Олексійовича та Наталії Яківни Шаповалів.
Закінчив філологічний факультет Київського університету. Призов до царської армії освіченим хлопцем проходив через юнкерське училище. В 1910 році після закінчення Чугуївського юнкерського піхотного училища у званні підпоручик призначений до 28-го піхотного Полоцького полку.
Під час Першої світової війни був поранений у Східній Пруссії і потрапив у німецький полон. У таборі Раштат заснував культурно-освітнє товариство «Запорізька Січ», а в м. Біла на Підляшші організував Укр. Громаду. Співр. Союзу Визволення України у Відні.
Наприкінці 1917-го року командир 18-ого Стародубського полку української армії, який брав участь у боях з військами М. Муравйова, захищаючи Київ від наступу військ більшовиків. Один з організаторів 1-ї Дивізії Синьожупанників (командир І Запорізького полку ім. Т. Шевченка). 1919 командир 7-ї піхотної кадрової дивізії і Подільської групи Армії УНР, згодом 16-го загону (базису 3-ї Залізної дивізії) від керівництва яким був усунутий за невдачу при спробі взяти Кам'янець-Подільський, що призвело до значних втрат. Надалі начальник Юнацької Школи у Кам'янці.
У таборах інтернованих у Польщі начальник Спільної Юнацької Школи у таборах інтернування. Згодом у Чехо-Словаччині і (з 1924) у Франції. Належав до УПСР і був головою осередку УПСР у Франції. 1929–1948 голова Української Громади у Франції («Громада Шаповала»). З початку Другої світової війни зайняв послідовно антинацистську позицію, переконуючи, що неможливо збудувати незалежну Україну за допомогою німецьких багнетів, бо історичні інтереси німців були спрямовані на захоплення слов'янських земель. Шаповал залучив близько 700 українських добровольців — членів своєї організації — до лав французьких збройних сил.
Під час німецької окупації Франції зазнала гонінь і українська діаспора. Німці планово мордували українців, щоби вони згодилися йти воювати проти радянських порядків в Україні. Микола Шаповал відмовився очолити військовий підрозділ. За цей сміливий вчинок був кинутий до концтабору, з якого був звільнений після залишення німцями Франції в 1944 році.
Шаповал автор книг «Проблеми демократії у Масарика»; перекладав з французької мови Ромен Роллана «Гра кохання і смерти»; редактор видань «Вісник Української Громади у Франції» та «Українська Воля» в Парижі. Похований у Сошо (Франція).

## Сім'я
Дружина - Антоніна Шаповал, уроджена Гладун, (*1893 — †1958) — громадська діячка, голова української громади у Франції (1948–1953).